# Škoda Yeti

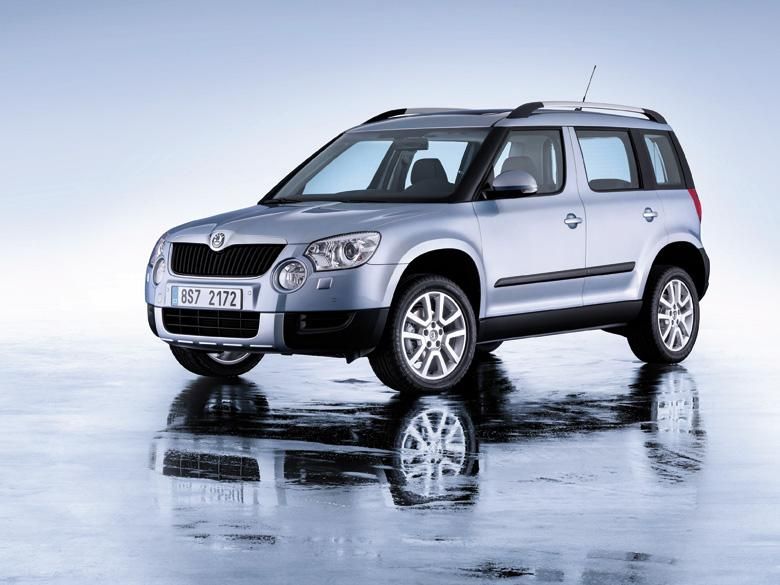
Skoda Yeti.

The Škoda Yeti (Typ 5L) és un vehicle tot camí compacte de cinc portes i cinc seients construït pel fabricant txec Škoda Auto. Va ser presentat al Geneva Motor Show de 2009 en març, com la primera entrada de la divisió en el mercat popular dels vehicles tot camí.